# Pallone d'oro 1968
L’edizione 1968 del Pallone d'oro, 13ª edizione del premio calcistico istituito dalla rivista francese France Football, fu vinta dal nordirlandese George Best (Manchester United).
I giurati che votarono furono 25, provenienti da Austria, Belgio, Bulgaria, Cecoslovacchia, Danimarca, Francia, Germania Est, Germania Ovest, Grecia, Inghilterra, Irlanda, Italia, Jugoslavia, Lussemburgo, Norvegia, Paesi Bassi, Polonia, Portogallo, Romania, Spagna, Svezia, Svizzera, Turchia, Ungheria e Unione Sovietica.

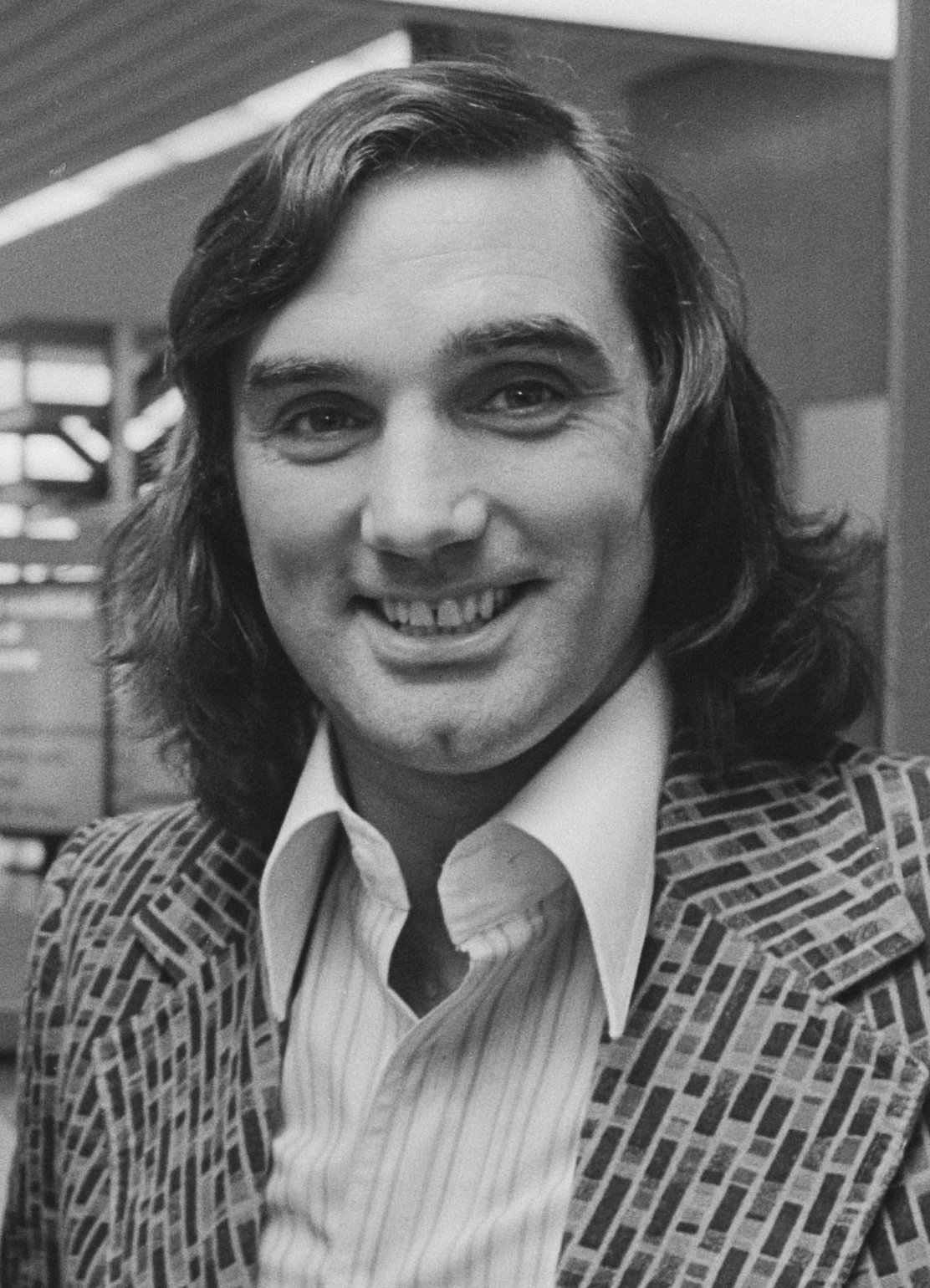
George Best, vincitore del Pallone d'oro 1968.